# Sophronica gracilis
Sophronica gracilis là một loài bọ cánh cứng trong họ Cerambycidae.